# Hans Christoph Fritzsche
Hans Christoph Fritzsche (* vor 1629; † 1674 in Hamburg) war ein aus Dresden stammender deutscher Orgelbauer, der in Norddeutschland, Dänemark und Südschweden tätig war.

## Leben
Fritzsche war der Sohn des Orgelbauers Gottfried Fritzsche aus erster Ehe. 1655 errichtete er seine Werkstatt in Kopenhagen. Zu Friedrich Stellwagen gab es verwandtschaftliche Beziehungen, da er Fritzsches Schwester Theodora heiratete. Sein Schwiegersohn Hans Heinrich Cahman heiratete seine Tochter Anna Christina und führte den Betrieb fort, nachdem Fritzsche während der Arbeiten am Neubau in Hamburg-Neuenfelde gestorben war.

## Werkeliste
Die Größe der Instrumente wird in der fünften Spalte durch die Anzahl der Manuale und die Anzahl der klingenden Register in der sechsten Spalte angezeigt. Ein großes „P“ steht für ein selbständiges Pedal und ein kleines „p“ für ein angehängtes Pedal. Eine Kursivierung zeigt an, dass die betreffende Orgel nicht mehr oder nur noch der Prospekt erhalten ist.
| Jahr       | Ort                 | Kirche                       | Bild | Manuale | Register | Bemerkungen |
| ---------- | ------------------- | ---------------------------- | ---- | ------- | -------- | --- |
| 1646       | Handorf             | St. Marien                   |      |         | 13       | Neubau; nicht erhalten |
| 1647–1649  | Cuxhaven-Altenbruch | St.-Nicolai-Kirche           |      | II/P    | 25       | Erweiterungs-Umbau; nach weiterem Erweiterungs-Umbau von Johann Hinrich Klapmeyer (1727–1730) III/P/35 (= heutiger Zustand); 12–16 Register von Fritzsche erhalten |
| um 1651    | Lissabon (Portugal) |                              |      |         |          | Lieferung einer Orgel unbekannter Größe |
| 1652       | Oederquart          | St. Johannis                 |      | III/P   |          | Unter Einbeziehung von 10 Registern der Vorgängerorgel (1581, 1632 schwer beschädigt); 1678–1682 Erweiterungsumbau durch Arp Schnitger, der die Orgel von der Chor- auf die Nordempore umstellte; von der Fritzsche-Orgel ist nichts erhalten.                         |
| 1653       | Oberndorf (Oste)    | St.-Georgs-Kirche            |      |         |          | Später ersetzt |
| 1655       | Hamburg             | St. Jacobi                   |      | IV/P    | 53 ?     | 1655–1658 größere Renovierungsarbeiten für 1656 Mark lüb.; |
| 1655       | Kopenhagen          | Trinitatis Kirke             |      | III/P   | 42       | Neubau; nicht erhalten |
| 1662       | Helsingør           | Marienkirche                 |      | II/P    | 24       | Umbau der Lorentz-Orgel (1634–1636) im Auftrag Dieterich Buxtehudes; nur die Prospektpfeifen des Rückpositivs sind erhalten. |
| 1662       | Malmö               | Sankt Petri                  |      |         |          | erhalten im Malmö Museum |
| 1662/1663? | Helsingborg         | Sankt-Marien-Kirche          |      | II/P    | 24       | Arbeiten im Auftrag von Dieterich Buxtehude. Die Lorentz-Orgel (1641) wurde 1849 der Kirche von Torrlösa verkauft (Bild), 1854 umgebaut und 1962 mit einem neuen Rückpositiv versehen. Erhalten sind das Hauptwerk-Gehäuse und 9 alte Register.                        |
| 1666       | Halmstad (Schweden) | Sankt Nikolai                |      | II/P    | 24       | Neubau; nicht erhalten |
| 1670–1671  | Hamburg             | Hauptkirche Sankt Katharinen |      | IV/P    |          | Erweiterung des Pedals um Principal 32′ und Posaune 32′; die Arbeit wurde nicht vollendet (Fritzsche erhielt eine Zahlung von 960 Mark lüb.). Die Arbeit wurde 1671–1674 während der Erweiterung auf IV/P 58 durch Johann Friedrich Besser (vor 1640–1693) ausgeführt. |
| 1671       | Dömitz              | Johanneskirche               |      | II/p    | 13       | Neubau; nicht erhalten |
| 1673       | Hamburg-Neuenfelde  | St. Pankratius-Kirche        |      |         |          | Von Cahman vollendet. Später von Arp Schnitger nach Stade (Burgkirche) verbracht und anschließend nach Bremen verkauft. Bei seinem Neubau hat Schnitger älteres Material aus zwei Registern von Fritzsche integriert.                                                  |